# Electrica Dobrogea
Electrica Dobrogea este o fostă filială a Electrica S.A. a cărei obiect de activitate este distribuția și furnizarea de curent electric.
Electrica Dobrogea a fost privatizată în anul 2005, când grupul italian ENEL a preluat 24% din acțiuni și a majorat capitalul până la 51% pentru o sumă totală de 42,7 milioane Euro
Compania furnizează curent electric în 4 județe: Constanța, Tulcea, Ialomița și Călărași. În anul 2006 a distribuit o cantitate de energie electrică de 3,7 TWh.
Numărul de clienți în anul 2007: 600.000
Număr de angajați în 2007: 1.300

## Rezultate financiare
Cifra de afaceri:
- 2006: 208 milioane Euro[2]
- 2005: 197 milioane Euro[2]

Profitul net:
- 2006: 40 milioane Euro[4]
- 2003: - 20 mii Euro[1]
- 2002: 640 mii Euro[1]